# Мария Леополдина фон Анхалт-Десау
Мария Леополдина фон Анхалт-Десау (на немски: Marie Leopoldine von Anhalt-Dessau; * 18 ноември 1746 в Десау; † 15 април 1769 в Детмолд) от род Аскани е принцеса от Анхалт-Десау и чрез женитба графиня на Графство Липе-Детмолд (1765 – 1769).
Тя е третата дъщеря на княз Леополд II Максимилиан фон Анхалт-Десау (1700 – 1751) и съпругата му принцеса Гизела Агнес фон Анхалт-Кьотен (1722 – 1751), дъщеря на княз Леополд фон Анхалт-Кьотен.
Мария Леополдина се омъжва на 18 години на 28 септември 1765 г. в Десау за два пъти по-големия граф Симон Август фон Липе (1727 – 1782), вдовец на принцеса Луиза Поликсена фон Насау-Вайлбург (1733 – 1764), син на граф Симон Хайнрих Адолф фон Липе-Детмолд (1694 – 1734). Тя е втората му съпруга. Нейните сестри Агнес и Казимира отиват при нея в Детмолд.
Принцесата участва лично при реновирането на двореца в Детмолд и зданието на градския съд в Лемго. Тя умира след четири години на 22 години на 15 април 1769 г. в Детмолд. Симон се жени 1769 г. в Десау за нейната по-малка сестра Казимира (1749 – 1778).

## Деца
Мария Леополдина и Симон Август фон Липе имат един син:
- Вилхелм Леополд I (1767 – 1802), от 1789 г. първият княз на Липе, женен 1796 г. за принцеса Паулина фон Анхалт-Бернбург (1769 – 1820)